# Club Atlético Banfield (fútbol femenino)
El Club Atlético Banfield es una entidad deportiva con sede en la localidad homónima, en la provincia de Buenos Aires, Argentina. Fue fundado el 21 de enero de 1896 por habitantes de esa ciudad, en su mayoría británicos. Su sección de fútbol femenino disputa la Primera División Femenina de Argentina.

## Historia
La primera etapa del fútbol femenino del club data desde 1997 hasta 2005 donde la institución no continuó con la disciplina. El 31 de mayo del 2018 Banfield presentó ante la AFA los documentos requirentes para poder incorporarse al torneo de fútbol femenino en la categoría correspondiente, iniciando su segunda etapa.
En el escrito presentado ante la Asociación de Fútbol Argentino, se estableció expresamente que las representantes de esta actividad serán Laura Anabella Santana y Agustina Furno. Ambas integrantes de la Subcomisión de la Mujer que trabajó en conjunto con el Club para la construcción de este equipo.
A su vez con la creación del primer equipo femenino de la institución, se suma una categoría juvenil y cumple con las condiciones de la Superliga (Primera División de Argentina) y CONMEBOL para poder participar en sus respectivos torneos.
Desde su creación en 2018 disputa en la Primera División B de Argentina.
En octubre de 2018, con la asunción de Lucía Barbuto, el club se convirtió en el primero de la historia de la Primera División argentina en elegir a una mujer presidenta.

### Inicios
La primera etapa en el fútbol femenino del Club Atlético Banfield fue en 1997 iniciado el 4 de mayo de ese mismo año y finalizando el 28 de diciembre de 1997. El campeonato se disputó en dos zonas de 12 equipos por grupo. Al "Taladro" le tocó conformar el grupo "B" disputando 24 partidos, ganando 10, empatando 1 y perdiendo 13 encuentros. Terminando octavo en el grupo.
Para el Campeonato de Fútbol Femenino 1999, Banfield cumplió su objetivo, superar el sexto puesto de 1998. En el certamen de 1999 logró alcanzar el tercer puesto obteniendo 45 puntos y quedando detrás de Boca Juniors y River Plate y superando por dos puntos de diferencia a El Porvenir. El último partido para lograr ese tercer puesto fue disputado frente a Club Atlético Excursionistas venciendo las jugadoras del "Taladro" por 5 goles a 1. En aquel último encuentro Banfield salió a la cancha con: Claudia Sack; Verónica Luna, Susana Loto, Mariana Sandoval y Mirta Murúa; Romina Musumeci, Laura Reyes, Marisol Pose y Cecilia Lopez; Roxana Lobos y Alejandra Jiménez.
En este mismo campeonato de 1999, las jugadoras del equipo femenino de Banfield jugaron por primera vez en la historia de la institución en el Estadio Florencio Sola, luego de 103 años. Aquel plantel disputó el partido contra el Club Atlético Boca Juniors.
Por terminar en la tercera ubicación la Confederación Sudamericana de Fútbol invitó a las jugadoras de Club Atlético Banfield a participar del Primer Torneo Sudamericano de Clubes, lo que se conoce actualmente como la Copa Libertadores de América donde participan los mejores clubes de cada país. Banfield fue el único representante argentino ya que Boca Juniors, River Plate y El Porvenir no accedieron a participar por falta de presupuesto.
En el Campeonato de Fútbol Femenino 2000 - 01 Banfield vuelve a repetir su mejor puesto, quedando nuevamente tercero en el certamen con 79 puntos en 32 partidos jugados, de los cuales fueron 25 partidos ganados, 4 empatados y 3 perdidos. Dicho campeonato se destacó también por haber sido la mayor goleada histórica de las "Albiverdes" ganándoles por 17 goles a 0 a J.J. Urquiza.
El último campeonato que disputó el Club Atlético Banfield fue para el campeonato 2004/2005, concluyendo así la primera etapa.
Banfield es la décima institución con más campeonatos jugados, sumando 14 torneos jugados junto al Club de Gimnasia y Esgrima La Plata de La Plata.
Luego de catorce años de inactividad en el fútbol femenino, las jugadoras del "Taladro" vuelven a competir en AFA. El primer encuentro del equipo de fútbol femenino de Banfield fue un amistoso y fue victoria por 3-1 ante El Porvenir en el Campo de Deportes. Luego el equipo seguiría realizando su pretemporada frente a Camioneros, Almirante Brown, Independiente, Platense, Defensa y Justicia y All Boys. Perdiendo solo 3 encuentros de los siete amistosos disputados en la pretemporada.
El 1 de septiembre de 2018 durante el entretiempo del encuentro del fútbol masculino entre Banfield contra Club Atlético Patronato de la Juventud Católica se realizó la presentación del plantel de Fútbol Femenino en el Estadio Florencio Sola. El plantel estaba compuesto por Magalí Aguirre, Evelin Arguello, Ángela Benítez, Romina Chaile, Clarisa Civitarese, María Dragneff, Fernanda Frambati, Mariana Frambati, Analía García, Abigail Giménez, Mayra Gómez, Mariana Graziani, Rocío Lozada, Natalia Mallol, Nicole Marianovich, Caterina Máscolo, Florencia Nieto, Tamara Paterno, Gloria Sánchez, Rocío Segovia, Yésica Sobrado, Araceli Soto, Isabel Soto, Rocío Szewczuk, Natalia Vázquez, Natalia Verón, Tamara Villamayor, Director Técnico: Juan Alonso y ayudante de campo Anabela Losada.
El primer certamen que le tocó disputar a las jugadores del "Taladro" fue en la temporada 2018/2019. En el sorteo le tocó integrar la zona B de la Segunda División junto a: Defensa y Justicia, Argentino (R), Puerto Nuevo, Camioneros, Real Pilar, Ferro, Atlas, Luján, Estudiantes (BA) y Deportivo Español.
El 31 de marzo de 2019, por segunda vez en la historia de la institución del "taladro", las jugadoras del fútbol femenino del Club Atlético Banfield se presentaron en el Estadio Florencio Sola a jugar un partido oficial y golearon al Club Deportivo Español de Buenos Aires por 7-1 en el marco de la octava fecha del torneo de Segunda División.
La formación fue: García, Aguirre, Dragneff, Graziani, Lozada, Verón, M. Frambatti, Mallol, Villamayor, Soto y F. Frambatti. En el banco de suplentes estuvieron: Vázquez, A. García, Sobrado, Civitarese, A. Soto, Losada y Ábalos.
La institución pudo tener en sus filas como entrenadora de arqueras a la guardameta de Boca Juniors, Laurina Oliveros para colaborar en el progreso y formación de sus colegas en dicho puesto.
En el transcurso de 2019 el Fútbol Femenino de Banfield siguió creciendo y sumando categorías para seguir compitiendo en el más alto nivel. El plantel Sub-16 del club se fichó para disputar la Liga de Desarrollo, organizada por el Departamento de Desarrollo de AFA y CONMEBOL.

## Jugadoras

### Plantel
Actualizado a febrero de 2023

### Mercado de pases
| Altas y bajas 2022-23 | Altas y bajas 2022-23 |
| Altas                 | Bajas                 |
| --------------------- | --------------------- |
| Brenda Molinas        |                       |
| Aldana Narváez        |                       |
| Gabriela Valdez       |                       |
| Verónica Acuña        |                       |
| Abigail Ponce         |                       |

Fuentes:

## Uniformes
Uniformes oficiales: Camiseta a bastones verdes y blancos (titular), Camiseta blanca con banda verde diagonal de izquierda a derecha (titular-alternativa)
| 1997-99 | 1999-2000 | 2000-01 | 2001-02 | 2002 | 2003 | 2004 |

| 2018 | 2018-19 | 2019 | 2020 |

### Uniformes suplentes
| 1999-2000 | 2000-01 | 2001-02 | 2002-03 | 2003-04 |

| 2018-19 | 2019 | 2020 |

## Otras instalaciones

### Sede social
La Sede Social está ubicada en Vergara 1635 (Banfield) y es en esta sede donde se reúnen deportistas de diversas actividades. También, aquí se llevan a cabo las reuniones de comisión directiva.
En la sede también se realizan entrenamientos de otras disciplinas deportivas como: vóley, futsal, patín, ajedrez, fútbol infantil, gimnasia deportiva, taekwondo, balonmano, boxeo, además el club posee un gimnasio de entrenamiento y un círculo de socios vitalicios, así como también una confitería abierta al público en general, donde se reúnen los simpatizantes.

### Campo de deportes Alfredo Palacios

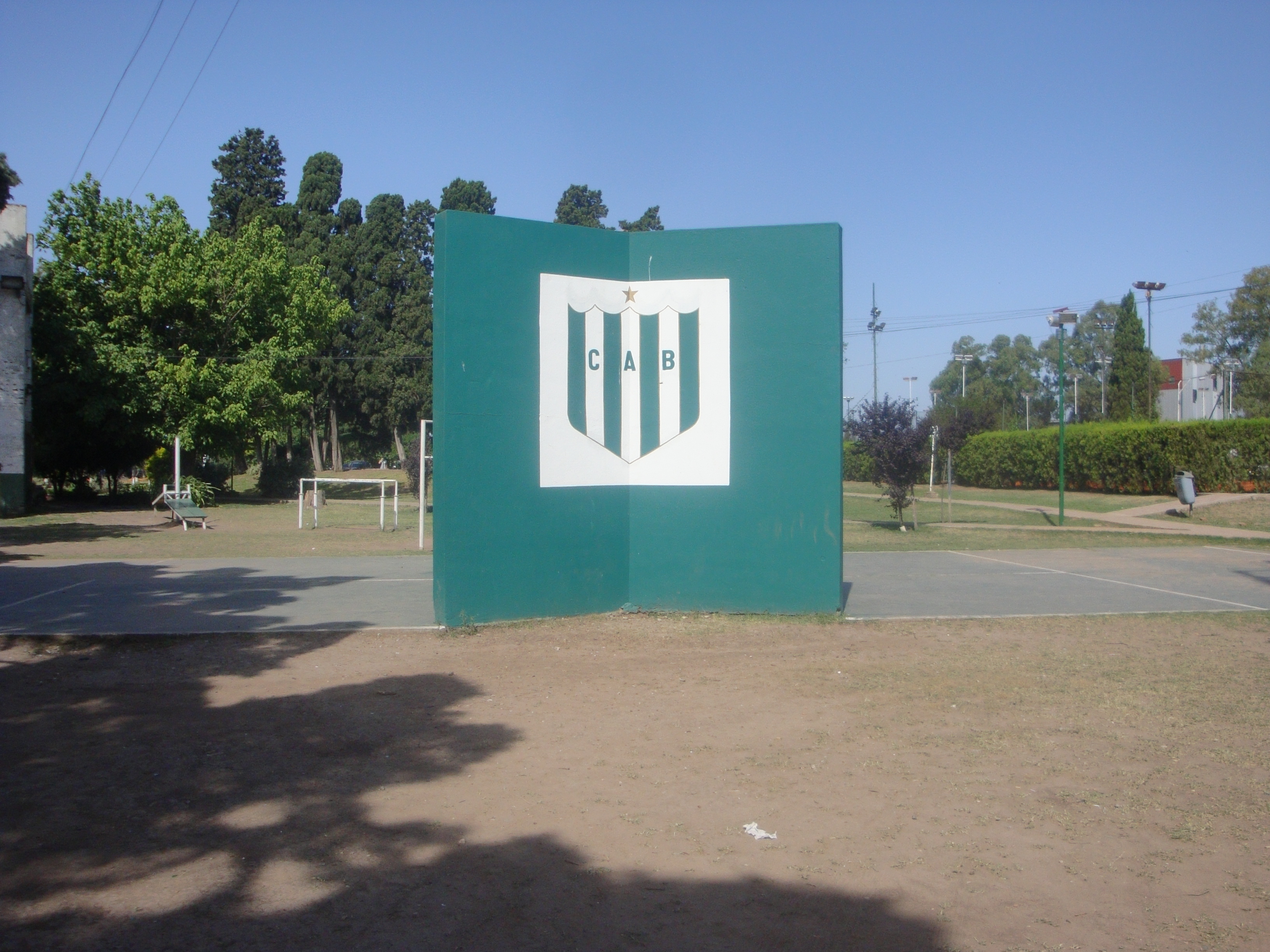
Campo de deportes Alfredo Palacios.

El Campo de Deportes Alfredo Palacios del Club Atlético Banfield es un impactante predio polideportivo que cuenta con grandes dimensiones de espacios verdes donde los socios, hinchas y deportistas puede disfrutar del contacto con la naturaleza. Con espacios verdes, confitería, quinchos para reuniones y fiestas, espacios recreativos, circuito aeróbico, sector de parrillas, piscina, solárium para el verano, juegos infantiles, un cómodo estacionamiento y vestuarios, son algunas de las alternativas que cuenta el lugar para los asociados. Además, diversos deportes se practican con las mejores instalaciones: -Canchas de fútbol profesional, amateur y de recreación. -Canchas de tenis. -Cancha de hockey de césped sintético (inaugurada el 1 de mayo del 2009). Gimnasio polideportivo para la práctica de patín, taekwondo, futsal, actividades recreativas y vóley. -Piscina. -Canchas de hockey de césped natural. Por otra parte, es el lugar donde el plantel profesional de fútbol entrena y realiza sus concentraciones, al igual que el entrenamiento y actividad destinada al fútbol amateur. Se cuenta con un nuevo complejo polideportivo, que incluye el lugar de concentración del fútbol profesional, la pensión para futbolistas juveniles del interior del país, con un gimnasio de musculación, vestuarios, oficinas para reuniones, salas médicas y de rehabilitación.

## Dirigentes
El 14 se septiembre del 2018 Banfield hace historia en el fútbol argentino. Lucía Barbuto quien se desempeñó como revisora de cuentas del club, fue elegida primera presidenta mujer de la institución. Asumió como presidenta el 6 de octubre del 2018. De esta forma Lucia Barbuto es la primera presidenta mujer en la Primera División del fútbol argentino.

### Comisión directiva (2018-2021)
- Presidenta: Lucía Barbuto
- Vicepresidente 1º: Oscar Tucker
- Vicepresidente 2º: Carlos Vaccaro
- Secretario: Federico Spinosa
- Prosecretario: Martín Beltrán Simó
- Tesorero: Ignacio Uzquiza
- Protesorero: César Scarpa[30]

### Lista de presidentes
| - 1896-1898 Daniel Kingsland - 1899-1900 Alfred John Goode - 1901 Federick James Cassini - 1902 Geroge Stearn - 1903-1904 Clement August Mason - 1905-1906 Dante Terenziani - 1906 R. Valenzuela - 1907-1910 George James William Burton - 1910 J.L. Howard - 1910-1912 L.J Thiesen - 1912-1913 Guillermo Coo - 1913-1928 G.J.W. Burton (*) - 1928-1930 Félix Sola (h) - 1930-1932 Rafael De Seta - 1933 Américo Pisano - 1934 Rafael De Seta - 1935 Francisco Ventura - 1936 Gerardo Martínez Abal - 1937 Américo Pisano - 1938-1944 Florencio Sola - 1945-1946 Remigio Sola - 1947-1954 Florencio Sola - 1955 Antonio Benito Ferranti (**) - 1956 Enrique Beltrán Simo - 1957-1959 Alfredo Gómez (***) - 1960-1962 Valentín Suárez - 1963-1965 Juan Carlos Fontenla - 1966-1968 Valentín Suárez - 1969 Juan Carlos Fontenla |  | - 1970-1971 Carlos Ismael Soler - 1972-1974 Valentín Suárez - 1975-1977 Osvaldo Fani - 1978-1979 Manuel Salgado - 1980 Aniceto Rodrigo (**) - 1980 Juan Carlos Mori - 1981-1983 Néstor Edgardo Villar - 1984-1985 Valentín Suárez (**) - 1985 Miguel M. Alberdi - 1986 Atilio Pettinati (**) - 1986-1987 Fernando Oscar Tomás (**) - 1987-1989 Raúl Alfonso Muñiz - 1989-1991 Julio César Grigera - 1991-1993 Valentín Suárez - 1993-1995 Carlos De Giacomi (**) - 1995-1996 Raúl Alfonso Muñiz (**) - 1996-1998 Atilio Pettinati - 1998-2012 Carlos Portell - 2012-2018 Eduardo Spinosa - 2018-presente Lucía Barbuto |

### Presidentes según agrupación
- Antonio Benito Ferranti (1955) Agrupación Tradicionalista

- Enrique Beltrán Simó (1956) Agrupación Tradicionalista

- Alfredo Gómez (1956-1958) Agrupación Renovadora Mr. Burton

- Valentín Suárez (1958-1962) Agrupación Tradicionalista

- Juan Carlos Fontenla (1963-1965) Agrupación Tradicionalista

- Valentín Suárez (1966-1968) Agrupación Tradicionalista

- Juan Carlos Fontenla (1969) Agrupación Tradicionalista

- Carlos Ismael Soler (1970-1971) Agrupación Tradicionalista

- Valentín Suárez (1972-1974) Agrupación Tradicionalista

- Osvaldo Fani (1975-1977) Agrupación Tradicionalista

- Manuel Salgado (1978-1979) Agrupación Tradicionalista

- Aniceto Rodrigo (1980) Agrupación El Taladro

- Juan Carlos Mori (1980) Agrupación El Taladro

- Néstor Edgardo Villar (1981-1983) Agrupación Tradicionalista

- Valentín Suárez (1984-1985) Agrupación Tradicionalista (en alianza con El Taladro)

- Miguel M. Alberdi (1985) Agrupación Tradicionalista

- Atilio Pettinati (1986) Agrupación Tradicionalista

- Fernando Oscar Tomas (1986-1987) Agrupación Tradicionalista

- Raúl Alfonso Muñiz (1987-1989) Agrupación Tradicionalista

- Julio César Grigera (1989-1991) Agrupación El Taladro (en alianza con Tradicionalista)

- Valentín Suárez (1991-1993) Agrupación Tradicionalista (en alianza con El Taladro)

- Carlos Fontenla (1993-1995) Agrupación Albiverde

- Raúl Alfonso Muñiz (1995-1996) Agrupación Tradicionalista

- Atilio Pettinati (1996-1998) Agrupación Tradicionalista

- Carlos Portell (1998-2012) ABC (independientes, El Taladro, Albiverde, Tradicionalista, "Banfield para todos")

- Eduardo Spinosa (2012-2018) Unión Banfileña en alianza con el Tradicionalismo

- Lucía Barbuto (2018-presente) Unión Banfileña, en alianza con otras agrupaciones[32]